# 圣波谢尔 (德塞夫勒省)
圣波谢尔（法語：Saint-Porchaire，法語發音：[sɛ̃ pɔʁʃɛʁ]）是法国德塞夫勒省的一个旧市镇。1964年，圣波谢尔并入布雷敘爾。

## 地理
圣波谢尔（46°51'16"N, 0°27'21"W）位于法国新阿基坦大区德塞夫勒省，该省份为法国西部内陆省份，北起曼恩-卢瓦尔省，西接旺代省，南至夏朗德省和滨海夏朗德省，东临维埃纳省。
圣波谢尔的时区为UTC+01:00、UTC+02:00（夏令时）。

## 行政
圣波谢尔的邮政编码为79300，INSEE市镇编码为79291。

## 人口
圣波谢尔于1962年时的人口数量为979人。